# Lijst van spelers van Fortuna Sittard (mannen)
Dit is een lijst van voetballers die minimaal één officiële wedstrijd hebben gespeeld in het eerste elftal van de Nederlandse betaaldvoetbalclub Fortuna Sittard of Fortuna SC. Er zijn tevens spelers opgenomen van de voormalige clubs Fortuna '54 en Sittardia die zijn opgegaan in het huidige Fortuna Sittard. Deze zijn respectievelijk aangeduid met (F) en (S).

## A
- Christopher van der Aat
- Harry Aben
- Johan Adang (S) en (F)
- Jos Adang (S)
- Shawn Adewoye
- Makan Aïko
- Salahdin Aitjdag
- Marcel Akerboom
- Samir Amari
- Grégoire Amiot
- Matthew Amoah
- Patrick Amoah
- Henk Angenent (F)
- Martin Angha
- Bram Appel (F)
- Sjoerd Ars
- Rik Aspers (S)
- Stefan Aškovski
- Ralf Augustin
- Pascal Averdijk

## B
- Rein Baart
- Nikolai Baden Frederiksen
- Samy Baghdadi
- Andrija Balić
- Alin Banceu
- Etienne Barmentloo
- Joos van Barneveld
- Rob van Barneveld
- Rainer Barwasser (S)
- Emrah Başsan
- Cole Bassett
- Samuel Bastien
- Jordi Baur
- Joep Beckers (S)
- Mike van Beijnen
- Roy Bejas
- Souhail Belkassem
- Mouhamed Belkheir
- Ed Belski (F)
- Jan Benen (F)
- Peter Benen (F)
- Charlison Benschop
- Jaap van den Berg
- Davy Bertjens
- Tarik Bhar
- Daan Bisschops
- Hub Bisschops (F)
- Kristijan Bistrović
- Nenad Bjeković
- Hans Bleijenberg
- Jan Blom (F)
- Uwe Blotenberg
- Sandro Bloudek
- Yoann de Boer
- Wil Boessen
- Wim Bohnen
- Mark van Bommel
- Marco Boogers
- Jordy ter Borgh
- Jordan Botaka
- Brahim Bouhadan
- Wilfred Bouma
- Moubarak Boutarat
- Ruud Boymans
- Jayden Braaf
- Mattijs Branderhorst
- Christopher Braun
- Carel Breikers (F)
- Jacques van de Brekel (F)
- Bo Breukers
- Jordie Briels
- Kris Bright
- Henk Brinkhuis (F)
- Harry Brüll (S) en (F)
- Zef Brüll (S)
- Geert Brusselers
- Guido Budziak
- Gerard Bühler (S)
- Dario Van den Buijs
- Thomas Buitink
- Ned Bulatović (S)
- Ezequiel Bullaude
- Mark Burke
- Jo Bux

## C
- Dario Cagnazzo
- Gianmarco Cangiano
- Todd Cantwell
- Fabio Caracciolo
- Àlex Carbonell
- Raghmani Carli
- Bart Carlier (F)
- Srđan Čebinac (S)
- Yiğit Emre Çeltik
- Ramazan Çevik
- Arjan Christianen
- Alessandro Ciranni
- Amadou Ciss
- Cláudio
- John Clayton
- Chris Coenen (F)
- Jean Colombain
- Seku Conneh
- Iñigo Córdoba
- Florencio Cornelia
- Toon Couwenbergh (F)
- George Cox
- Colin Cramb
- Theo Cremers (S)
- Leo Crutsen (S)
- Alessio Da Cruz
- Harry Custers (F)
- Huub Custers (F)
- Pierre Custers (F) en (S)
- Richard Custers

## D
- Soufiane Dadda
- Joop van Daele
- Tom Daemen
- Jasper Dahlhaus
- Vitalie Damașcan
- Wessel Dammers
- Ronald Dassen
- Tomas Daumantas
- Emir Dautović
- Patrick Deckers
- Chris Dekker
- Mahamadou Dembélé
- Dennis Dengering
- Frans Derix
- Rob Derks
- Dirk Jan Derksen
- Djibril Dianessy
- Guliano Diaz
- Kévin Diaz
- Mark Diemers
- René van Dieren
- Sef Dieteren (S)
- Joop Dijks
- Mitchell Dijks
- Anthony Di Lallo
- Jo Dingena (F)
- Jürgen Dirkx
- Áron Dobos
- Mari van Dongen (S)
- Jacky Donkor
- Robert Dörenberg
- Anton Dormans (F) en (S)
- Wim Dormans (F)
- Aziz Doufikar
- Timothy Dreesen
- Mels van Driel
- Huub Driessen
- Deroy Duarte
- Pierre Duchateau (F)
- Louis Dullens (S)
- Willy Dullens (S)
- Zef Dullens (F)
- Henk Duut

## E
- Bert Ehlen (S)
- Harie Ehlen (S)
- Mohammed El Berkani
- Mario Eleveld
- Samir El Gaaouiri
- Rachid El Hammouchi
- Puck Eliazer (F)
- Morad Eljari
- Nassim El Ablak
- Sofiane El Khadri
- Ahmed El Messaoudi
- Mitchell Elshot
- Úmaro Embaló
- Fritz Emeran
- Dimitrios Emmanouilidis
- Hans Engbersen
- Ufukcan Engin
- Ante Erceg
- Doğan Erdoğan
- Hans Erkens
- Willy Erkens (S)
- Arno Ernst (F)
- Clint Essers
- Anne Evers
- Brenny Evers
- Paul Eype (S)

## F
- Gino Facenna
- Raymond Fafiani
- Mark Farrington
- Arianit Ferati
- Leandro Fernandes
- Heinz 'Uwe' Fischer (F)
- Zian Flemming
- Sadik Fofana
- Ryan Fosso
- Ray Fränkel
- John Franssen
- John Fredrix (F)
- Loek Frijns

## G
- Zezé Gambassi (F)
- Antoine Gardier (S)
- Sebastiano Garlisi
- Koen Garritsen
- Chris Van Geem
- Rick Geenen
- Jo Geerinckx
- Jo Geyselaers (S)
- Leroy George
- Roeland Geraerts
- Gène Gerards (F)
- Richard Gerringa
- Dennis Gerritsen
- André van Gerven
- François Gesthuizen
- Piet Giesen (F)
- Camiel Gijsel (F)
- Paul Gladon
- Phil Goergen (F)
- Harry Golsteijn (F)
- Ton Golsteijn (F)
- Harrie Gommans
- Roy Goossens
- Žarko Grabovac
- Phil Gray
- Eddy Green (F)
- Dieter Gresens (S)
- Arnold Griffith
- Iman Griffith
- Jan Groenendijk
- Donny de Groot
- Tom Grootaers
- Gerard Gruisen (S)
- Darijo Grujčić
- John Gubbels (F)
- Lars Gulpen
- Frans Guns (S)
- Rodrigo Guth
- Emrullah Güvenç
- Serdal Güvenç

## H
- Joep Haan (S)
- Stijn Haeldermans
- Kamen Hadzhiev
- Giel Haenen (F)
- Ton Halderiet (F)
- Alen Halilović
- Yassine Halim
- Jan van Halst
- Cliff Hamers
- Ronald Hamming
- Nico Hanssen
- Theo Hanssen (S)
- Emil Hansson
- Cian Harries
- Cor van der Hart (F)
- Rob Harte (S)
- Marco Heering
- Kai Heerings
- Jürgen Heinrichs
- Jan van 't Hek
- Paul van der Helm
- Marcel van Helmond
- Jonathan Hendrickx
- Tom Hendriks
- Edwin Hermans
- Jan Hermans (F)
- Sjors-Lowis Hermsen
- Niels Herren
- Ruud Hesp
- Willy Heussen
- Harry Heuts (S)
- Jan van den Heuvel (S)
- Roy van den Heuvel
- Davy Hodselmans
- Danny Hoesen
- Jochem van der Hoeven
- Kevin Hofland
- André Hofman (F)
- René Hofman
- Bernard Hofstede
- Hogaart (F)
- Stijn Hogervorst
- Wout Holverda
- Driek van ‘t Hoofd (F)
- Sef Horsels (F)
- Roald van Hout
- Roger Houtackers
- Arthur Hoyer
- Wim Huis (F)
- Thei Huisman (S)
- Ton van den Hurk (S)
- Lars Hutten
- Rob Hutting

## I
- Dimitrios Ioannidis

## J
- Jarosław Jach
- Bas Jacobs
- Guido Jacobs
- Herman 'Sip' Jacobs (F)
- Nico Jalink
- Anton Janssen
- Paul Janssen
- Pierre Janssen (S)
- Roel Janssen
- Thomas Janssen
- Tim Janssen
- Noah Jaspers
- Michael Jeffrey
- Sven Van der Jeugt
- João Marcos
- Ryan Johansson
- Paddy John
- Owen Johnson
- Shalimar Jones
- Fred de Jong
- Bob Jongen (F)
- Dave Joosten
- Roger Juffing
- Ažbe Jug

## K
- Joep op den Kamp
- Rasmus Karjalainen
- Arian Kastrati
- Ferhat Kaya
- Charles Kazlauskas
- Frans Kerens (F)
- Aziz Khalouta
- Wim Kiekens
- Leen Kiers (S)
- Robert Kicken
- Kevin Kis
- Etienne Kleinen
- David Klimek
- Jos Klingen (S)
- Wim Koevermans
- Spitz Kohn (F)
- Lazar Kojić
- Ruud Kool
- Coy Koopal (F)
- Luuk Koopmans
- Hasip Korkmazyürek
- Chris Körver
- Frans Körver (S)
- Alexei Koșelev
- Badre Kotbani
- Mohamed Kourouma
- Samir Kozarac
- Dennis Krijgsman
- Quin Kruijsen
- Okan Kurt

## L
- Henk van Laatum (S)
- Nayib Lagouireh
- Toshio Lake
- Lazaros Lamprou
- Roberto Lanckohr
- Rolf Landerl
- Marko Lazetić
- Urvin Lee
- Gökhan Lekesiz
- Maurice Lemmens
- Paul Lenferink
- Sigi Lens
- Philippe Liard
- Job van Lier
- Marcel Liesdek
- Mailson Lima
- Leo van der Linden (S)
- John Linford
- Bryan Linssen
- Edwin Linssen
- Sjoerd Linssen
- Youri Loen
- Justin Lonwijk
- Nigel Lonwijk
- Robert Loontjens
- Lionel Lord
- Rafael Losada

## M
- Calvin Mac-Intosch
- Jessy Mayele
- Marc Mboua
- René Maessen
- Mickaël Malsa
- Ted de Man
- Jurjan Mannes
- Luc Mares
- Nico Mares (S)
- Cosmin Mariș
- Nathan Markelo
- Andrew Marveggio
- Bert van Marwijk
- Andy MacLeod
- Erik Meijer
- Muhammed Mert
- László Mészáros
- David Meul
- Cor de Meulemeester (S)
- Bart Meulenberg
- Edouard Michut
- Emil Miljković
- Josip Mitrović
- Krsto Mitrović
- Sjef Mommertz (F)
- Jan Moonen (F)
- Raymond "Koko" Morand (F)
- Jos Mordang
- Soufian Moro
- Karim Mossaoui
- Aziz Moutawakil
- Samuel Moutoussamy
- Frans de Munck (F)
- Jean Munsters (F)
- Richie Musaba
- Franco Muto
- Joep Muyris (F)

## N
- Ximo Navarro
- Jef de Neeling
- Gevaro Nepomuceno
- Theo Netten (S)
- Jan Nieling
- Thijs Nieuwland
- Branislav Niňaj
- Patrick N'Koyi
- Tijjani Noslin
- Jan Notermans (F)
- Andrija Novakovich
- Pieter Nys
- Kenneth Nysæther

## O
- Abdülkerim Öcal
- Rachid Ofrany
- Henrik Ojamaa
- Ahmet Olgun
- Cedric Olondo
- Marcel van Ophoven
- Martin van Ophuizen
- Ragnar Oratmangoen
- Yanick van Osch
- Marco Ospitalieri
- Syb van Ottele
- Charlie van den Ouweland
- Tomas Overhof
- Aykut Özer
- Oğuzhan Özyakup

## P
- Flip Paauwe
- Patrick Paauwe
- Jaromír Paciorek
- Joep Packbeers (F)
- Ivor Pandur
- Elroy Pappot
- Sjors Paridaans
- Ferd Pasaribu
- Felix Passlack
- Jo Peersman (S)
- Dino Peljto
- Jo Pepels (F)
- Ademir Perdao
- Bart Pernot
- Aleksandar Petaković (F)
- Kristoffer Peterson
- Huub Pfennings
- Ivo Pfennings
- Lambert Pfennings
- Frits Pfeiffer (F)
- Michael Pfeiffer (F)
- Rob Philippen
- Arie Pieneman (F)
- Ben Pijpers
- Diogo Pinheiro
- Ivo Pinto
- Michael Pinto
- André Piters (F)
- Gerrit Plomp
- Jo Plum (S)
- Sebastian Polter
- Ivan Popović (S)
- Sandor Popovic (S)
- Peter Prauser
- Adrian Purzycki

## Q
- Willy Quaedackers (F)
- Sanny Quaden
- Math Quanjel (F)
- Piet Quix (S)

## R
- Leo Raats (F)
- Guus Rabuda (F)
- Patrick Rademackers
- Stipe Radić
- Bojan Radulović
- Patrik Raitanen
- Prince Rajcomar
- Rubén Ramírez
- André Ravestijn (F)
- Maurice Rayer
- Romero Regales
- Ferry de Regt
- Roger Reijners
- Willy Reitgaßl (S)
- Jordy Reneerkens
- Piet van Rhijn (F)
- Jerson Ribeiro
- Fernando Ricksen
- Ben Rienstra
- Jelle van Rijswijk
- Mohammed Riyani
- Milan Robberechts
- José Rodríguez
- Henny Roelofs (S)
- Frans Roemgens (F)
- Robert Roest
- Mischa Rook
- Loreintz Rosier
- Lazaros Rota
- Demen Roumen
- Tiny Ruijs
- Alois Rutten (F)
- Chrit Rutten (F)
- Frans Rutten (F)
- Tiny Ruijs
- Markus Rychlik

## S
- Vítor Saba
- Dries Saddiki
- Andreas Samaris
- Bassala Sambou
- Randy Samuel
- Miguel Santos
- Abdurrahman Burak Sayın
- Remco van der Schaaf
- Wouter Scheelen
- Tristan Schenkhuizen
- Math Schmeitz (S)
- Willy Schmidt (F)
- Peter Schmitz
- Danny Schreurs
- Gerrie Schrijnemakers
- Joeri Schroijen
- Rob Schulpen
- Ger Schuman
- Perr Schuurs
- Adnan Šećerović
- Leon Segers (S)
- Walid Sekkour
- Lisandro Semedo
- Mats Seuntjens
- Randel Shakison
- Kaj Sierhuis
- Angelo Simone
- Mauro Simone
- Regillio Simons
- Daley Sinkgraven
- Dimitris Siovas
- Huub Smeets
- Jorrit Smeets
- Wiel Smeets (F)
- Jan Smits
- Richard Sneekes
- Jens van Son
- Vasilios Sourlis
- Tycho Steegs
- Huub Stevens
- Finn Stokkers
- Richard Stolte
- Harald Stoter (F)
- Hein Strouken
- Wilbert Suvrijn
- Anthony Syhre
- József Szalma

## T
- Gino Taihuttu
- Jerry Taihuttu
- John Taihuttu
- Wasiu Taiwo
- Taner Taktak
- Tunahan Taşçı
- Tesfaldet Tekie
- Stefan Thesker
- Bert Theunissen (F)
- Frans Thijssen
- Willem-Jan Thijssen
- Luc Tinnemans
- Mickaël Tirpan
- Joop Titaley (F)
- Pier Tol
- Junior Torunarigha
- Demba Traoré
- Faton Trstena
- Luka Tunjić
- Fatih Turan
- Georges Tychon

## U
- Adnan Ugur
- Fuat Usta
- Suat Usta

## V
- Nico Vanek
- Bob Vankan
- Thiemo Vanmaris
- Piet Velthuizen
- Peter van de Ven
- Willy Venhovens (S)
- Jo Verberne
- Sven Verdonck
- Dominik Vergoossen
- Thibaud Verlinden
- Michael Verrips
- Niels Vets
- André Vidigal
- Gavrey Villareal
- Nol van der Vin (F)
- Rémy Vita
- Jan Vleugels (F)
- Jef Vliers (F)
- Gavin Vlijter
- Jeffrey Vlug
- Siemen Voet
- Piet Vogels (F) en (S)
- Daniël Voigt
- Joost Volmer
- Jeu Voncken (F)
- Ramon Voorn
- Mark Voss
- Paul Voss
- Panagiotis Vouis
- Richard de Vries
- Roland Vroomans

## W
- Jasper Waalkens
- Marc Wagemakers
- Bert van de Wall (F)
- Job van de Walle
- André Walstock (F)
- John Walstock (F)
- Dion Watson
- Harm Weber (F)
- Gerben van der Weerd
- Jac Weeres (F)
- Robert van der Weert
- Theo van Well
- Leo Wesolek (S)
- Jan Wetzels (F)
- Frank Wiafe Danquah
- Leon ter Wielen
- Faas Wilkes (F)
- Jacques Wings (F)
- Patrick Winkelmolen
- Freek de Winter
- Danny Wintjens
- Sem de Wit
- Jan Wolfs (S)
- Andrew Wright
- Luc Wulterkens

## Y
- Burak Yilmaz

## Z
- Rowin van Zaanen
- Dave Zafarin
- André van der Zander
- Arno van der Zander
- Mark Zegers
- Dorel Zegrean
- Zlatko Žejnilović
- Agim Zeka
- Franco Zennaro
- Hans Zuidersma
- Arno van Zwam